# Konkorong
Konkorong (ou Konkrong) est une localité du Cameroun située dans le département du Mayo-Danay et la Région de l'Extrême-Nord, à proximité de la frontière avec le Tchad. Elle fait partie de la commune de Datcheka et du canton de Doukoula.

## Population
En 1967, la localité comptait 1 008 habitants, principalement Toupouri. À cette date, elle était dotée d'une école publique à cycle complet. 
Lors du recensement de 2005, 1 922 personnes y ont été dénombrées.

## Infrastructures
Konkorong est doté d'un lycée public général accueillant les élèves de la 6e à la Terminale.
En avril 2012, la ville figure sur le tracé d'une une piste automobile reliant les villes de datchéka et zoueye . 